# バッツ郡 (ジョージア州)
バッツ郡（英: Butts County）は、アメリカ合衆国ジョージア州の中央部に位置する郡である。2010年国勢調査での人口は23,655人であり、2000年の19,522人から21.2%増加した。郡庁所在地はジャクソン市（人口5,045人）であり、同郡で人口最大の都市でもある。ジョージア州の人口重心が郡北東部にある。
バッツ郡はアトランタ都市圏（正確にはアトランタ・サンディスプリングス・マリエッタ大都市統計地域）に属している。

## 歴史
バッツ郡は1825年12月24日に、ヘンリー郡とモンロー郡の一部を合わせ、ジョージア州64番目の郡として設立された。郡名はジョージア州議会により、1814年のクリーク戦争で戦死した士官サミュエル・バッツに因んで名付けられた。1年後の1826年、郡初の都市としてジャクソンが設立され、郡庁所在地になった。それに続いた町としては、インディアンスプリングス（1837年）、フロビラ（1883年）、ジェンキンスバーグ（1889年）、ペパートン（1897年）があった。インディアンスプリングスは後に非法人化され、ペパートンは1966年にジャクソンと合併したので、郡内の法人化自治体は3都市である。インディアンスプリングスは多くの歴史史跡、店舗、飲食店があり、インディアンスプリングス・ホテルを中心とする観光地になっている。
南北戦争のとき、バッツ郡とその都市の多くは、北軍ウィリアム・シャーマン将軍の有名な海への進軍により破壊された。その後の数十年間、バッツ郡は再度経済を安定させるために闘い続けた。1882年5月5日に最初の鉄道が開通し、その後の浮揚と成長が始まった。1898年、ジョージア州の郡の大半を掴んでいたレコンストラクション後の活況に追いつき、新しい繁栄の印として記念になる郡庁舎を建設した。この建物は現在も郡庁舎として使われている。1910年にロイド・ショールズ・ダムが建設されてジャクソン湖ができ、郡内の主要なレクリエーション地域となった。
1884年には最初の電話が開通し、1905年には最初の水道ができ、1907年2月19日に最初の電灯が灯り、1926年には最初の交通信号ができた。
2007年、バッツ郡はフロビラ市と共に、ジョージア州コミュニティ事情省から記念碑的コミュニティに指定された。この年、この権威ある認定は州内12のコミュニティに与えられた。

## 地理
アメリカ合衆国国勢調査局に拠れば、郡域全面積は190.01平方マイル (492.1 km2)であり、このうち陸地186.61平方マイル (483.3 km2)、水域は3.40平方マイル (8.8 km2)で水域率は1.79%である。

### 主要高規格道路

#### 州間高速道路
- 州間高速道路75号線

#### アメリカ国道
- アメリカ国道23号線

#### ジョージア州道
- ジョージア州道16号線
- ジョージア州道36号線
- ジョージア州道42号線
- ジョージア州道87号線
- ジョージア州道401号線

### 隣接する郡
- ニュートン郡 - 北
- ジャスパー郡 - 東
- モンロー郡 - 南
- ラマー郡 - 南西
- スポルディング郡 - 西
- ヘンリー郡 - 北西

## 郡政府
バッツ郡は5つの選挙区から選出される各1人、合計5人の委員で構成される郡政委員会が統治している。委員の任期は4年間であり、2年毎に半数（2人または3人）が改選される。委員会の議長は毎年委員の互選で選出され、会合を主宰する。委員会は郡管理官、副管理官、郡事務官と郡の日々の管理を行う9部門の長を雇用する。
憲法に定める4人の役人と選挙で選ばれる3人の役人がおり、すべて郡全体を選挙区に選出される。憲法に定める4人の役人とは保安官、税務委員、検認判事、上級裁判所事務官である。選挙で選ばれる3人の役人とは、治安判事、検死官、郡測量官である。その他のサービスは郡政委員会の指名する長が統括する部門が行う。
2008年、郡政委員会を主宰する議長を郡全体から選出する制度を起こそうという運動が始まった。この運動は2009年に勢いを無くし、復活されていない。

### 州政府の機関

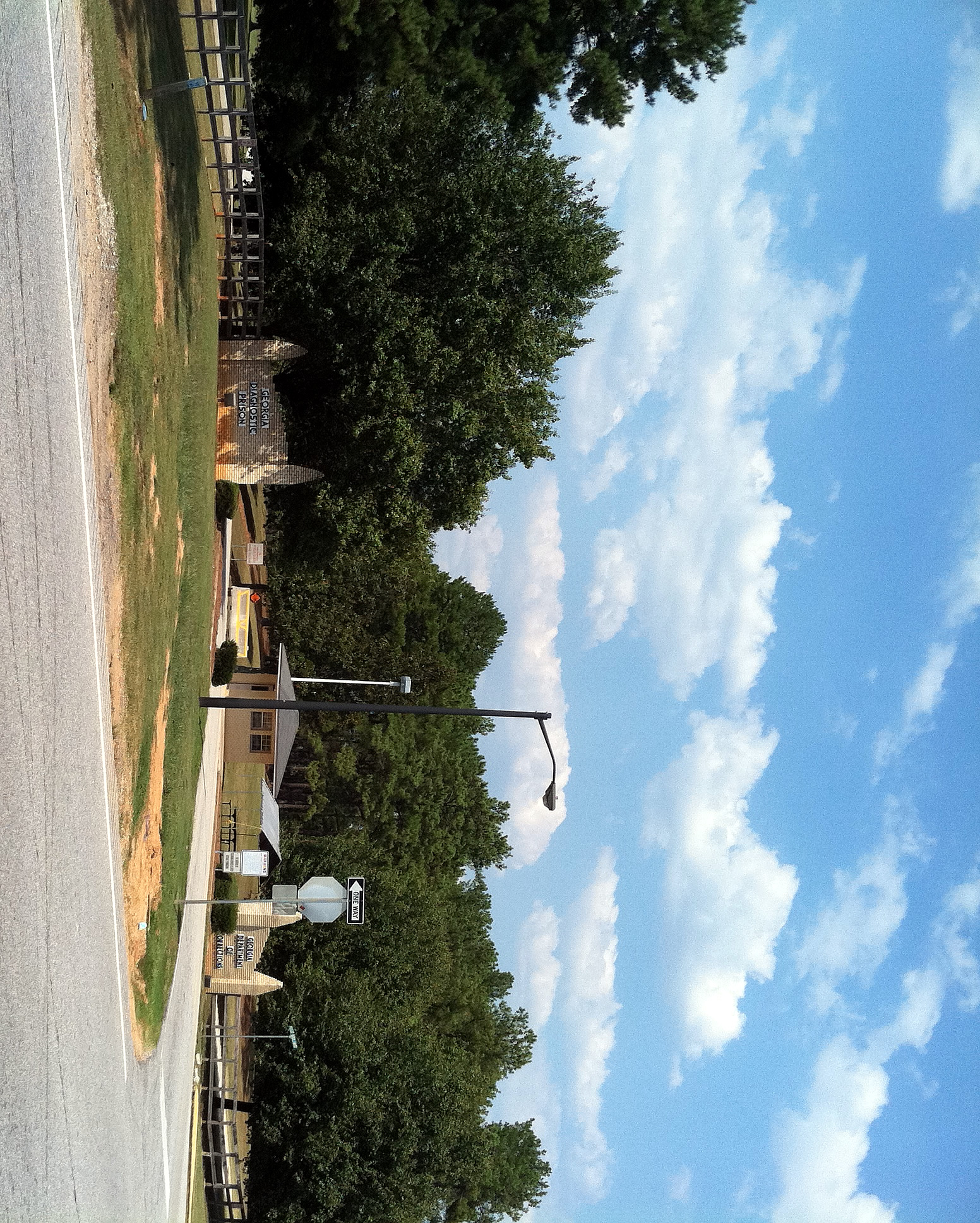
ジョージア診断・分類州立刑務所

ジョージア州矯正省のジョージア診断・分類州立刑務所は郡内未編入領域にある最高度警備刑務所である。男性死刑囚を収容し、処刑室もある。この刑務所には最高警備を必要とする一般囚人も収容している。

## 著名な場所
- 1821年建設のインディアンスプリングス・ホテル、現在は博物館、インディアンからバッツ郡の領域をアメリカ合衆国政府に譲渡させた条約法印の場所。現在は博物館として運営され、歴史協会の会員によって長年丁寧に保存されてきた。インディアンスプリングス州立公園がこのホテルを取り囲み、国内でも最古の州立公園となっている。
- 1910年建設のジャクソン湖、オクマルギー川を堰き止めて造られた。ジョージア州中部と北部から観光客を集めるレクリエーション地域。
- 1929年創設のフレッシュ・エア・バーベキュー、州内最古のバーベキュー・レストラン、1984年に州内最良のバーベキューに表彰された。
- 1966年建設のジョージア診断・分類州立刑務所（元はジョージア診断・分類センター、ジョージア診断刑務所とも呼ばれる）、郡内最大の雇用主、死刑囚を収容する最高度警備施設、近年まで電気椅子があったが、薬物注射に置き換えられた。

## 人口動態
以下は2000年国勢調査による人口統計データである。
| 基礎データ - 人口: 19,522人 - 世帯数: 6,455 世帯 - 家族数: 4,867 家族 - 人口密度: 40人/km2（105人/mi2） - 住居数: 7,380軒 - 住居密度: 15軒/km2（40軒/mi2） 人種別人口構成 - 白人: 69.22% - アフリカン・アメリカン: 28.82% - ネイティブ・アメリカン: 0.39% - アジア人: 0.26% - 太平洋諸島系: 0.02% - その他の人種: 0.34% - 混血: 0.95% - ヒスパニック・ラテン系: 1.42% 年齢別人口構成 - 18歳未満: 24.1% - 18-24歳: 9.2% - 25-44歳: 33.0% - 45-64歳: 23.5% - 65歳以上: 10.2% - 年齢の中央値: 36歳 - 性比（女性100人あたり男性の人口） - 総人口: 114.1 - 18歳以上: 117.8 | 世帯と家族（対世帯数） - 18歳未満の子供がいる: 34.5% - 結婚・同居している夫婦: 57.0% - 未婚・離婚・死別女性が世帯主: 13.9% - 非家族世帯: 24.6% - 単身世帯: 20.9% - 65歳以上の老人1人暮らし: 8.0% - 平均構成人数 - 世帯: 2.73人 - 家族: 3.15人 収入と家計 - 収入の中央値 - 世帯: 39,879米ドル - 家族: 44,937米ドル - 性別 - 男性: 33,155米ドル - 女性: 21,869米ドル - 人口1人あたり収入: 17,016米ドル - 貧困線以下 - 対人口: 11.5% - 対家族数: 8.6% - 18歳未満: 15.0% - 65歳以上: 16.7% |

## 都市と町
- ジャクソン - 郡庁所在地
- フロビラ
- ジェンキンスバーグ

## メディア
郡内にはFMラジオ局が1つある。地元の新聞は「ジャクソン・プログレス・アーギュズ」である。